# Otto e mezzo (ventitreesima edizione)
La ventitreesima edizione del programma televisivo Otto e mezzo, composta da 199 puntate, è stata trasmessa sul canale televisivo LA7 dall'11 settembre 2023 al 28 giugno 2024.
L'edizione è condotta da Lilli Gruber e diretta da Luciano Fontana. Ogni puntata include Il Punto di Paolo Pagliaro.
Le puntate dalla 71 alla 75, 178 e 179 sono eccezionalmente condotte da Giovanni Floris.
| nº  | Titolo                                                 | Ospiti | Prima TV          |
| --- | ------------------------------------------------------ | --- | ----------------- |
| 1   | Giorgia Meloni e i soliti nemici                       | Pier Luigi Bersani, Monica Guerzoni, Giovanni Floris, Alessandro Giuli                                        | 11 settembre 2023 |
| 2   | Giorgia Meloni: "Fango sulla mia famiglia"             | Evelina Christillin, Massimo Cacciari, Marco Travaglio                                                        | 12 settembre 2023 |
| 3   | Europa e migranti, Meloni attacca ancora               | Franco Bernabè, Lina Palmerini, Diego Bianchi                                                                 | 13 settembre 2023 |
| 4   | Giorgia Meloni e la versione di Elly Schlein           | Elly Schlein, Massimo Giannini                                                                                | 14 settembre 2023 |
| 5   | Mattarella: non cavalcare la paura                     | Elisabetta Piccolotti, Luca Josi, Lucio Caracciolo, Italo Bocchino                                            | 15 settembre 2023 |
| 6   | Meloni, nuovo decreto e vecchi slogan                  | Massimo Gramellini, Oscar Farinetti, Camilla Conti, Marco Travaglio                                           | 18 settembre 2023 |
| 7   | Migranti, la rivolta degli amministratori              | Paolo Mieli, Corrado Formigli, Brunella Bolloli, Tomaso Montanari                                             | 19 settembre 2023 |
| 8   | Immigrazione, tutti contro tutti                       | Ottavia Piccolo, Beppe Severgnini, Andrea Scanzi, Francesco Specchia                                          | 20 settembre 2023 |
| 9   | Carlo Calenda fra Meloni e Schlein                     | Carlo Calenda, Lina Palmerini, Massimo Giannini                                                               | 21 settembre 2023 |
| 10  | Addio Napolitano, il comunista Presidente              | Silvia Sciorilli Borrelli, Paolo Mieli, Alessandro De Angelis, Antonio Padellaro, Italo Bocchino              | 22 settembre 2023 |
| 11  | Più credibile e ascoltata: l'Italia secondo Meloni     | Rita Lofano, Massimo Cacciari, Sebastiano Barisoni, Andrea Scanzi                                             | 25 settembre 2023 |
| 12  | Migranti tra "sparate" e decreti                       | Mariolina Sattanino, Fabio Volo, Italo Bocchino, Marco Travaglio                                              | 26 settembre 2023 |
| 13  | Giorgia Meloni fra migranti, conti e spot              | Anna Falcone, Massimo Giannini, Francesco Specchia, Mario Morcone                                             | 27 settembre 2023 |
| 14  | Europee, nasce la lista Santoro?                       | Michele Santoro, Giovanna Pancheri                                                                            | 28 settembre 2023 |
| 15  | Giorgia Meloni fra migranti e governi tecnici          | Francesca Pascale, Brunella Bolloli, Federico Marchetti, Antonio Padellaro                                    | 29 settembre 2023 |
| 16  | Meloni, attacco frontale ai magistrati                 | Rosi Braidotti, Beppe Severgnini, Italo Bocchino, Alessandro De Angelis                                       | 2 ottobre 2023    |
| 17  | Giustizia e sanità, Meloni in difesa                   | Brunella Bolloli, Marco Travaglio, Aldo Cazzullo                                                              | 3 ottobre 2023    |
| 18  | Meloni fra migranti e autocelebrazioni                 | Monica Guerzoni, Mario Sechi, Nadia Urbinati, Andrea Scanzi                                                   | 4 ottobre 2023    |
| 19  | Governo: migranti, bugie e videotape                   | Giuseppe Santalucia, Paolo Mieli, Brunella Bolloli, Tomaso Montanari                                          | 5 ottobre 2023    |
| 20  | Giorgia Meloni: ma quale dossieraggio...               | Lina Palmerini, Luca Josi, Massimo Giannini, Alessandro Sallusti                                              | 6 ottobre 2023    |
| 21  | Assedio totale a Gaza: e ora?                          | Elena Basile, Giovanni Floris, Lucio Caracciolo, Beppe Severgnini, Marco Travaglio                            | 9 ottobre 2023    |
| 22  | La guerra, l'orrore e lo scontro di civiltà            | Letizia Moratti, Pier Luigi Bersani, Luca Josi, Alessandro De Angelis                                         | 10 ottobre 2023   |
| 23  | Israele: pronti a invadere Gaza                        | Elena Basile, Paolo Mieli, Lorenzo Kamel, Aldo Cazzullo                                                       | 11 ottobre 2023   |
| 24  | Gaza in ginocchio, Israele: distruggeremo Hamas        | Paola Caridi, Massimo Giannini, Lucio Caracciolo, Mario Sechi                                                 | 12 ottobre 2023   |
| 25  | Netanyahu: "Questo è solo l'inizio"                    | Francesca Albanese, Lucio Caracciolo, Andrea Fabozzi, Mario Sechi                                             | 13 ottobre 2023   |
| 26  | Guerra: attentato a Bruxelles, paura in Europa         | Manuela Dviri, Lina Palmerini, Lucio Caracciolo, Italo Bocchino, Andrea Scanzi                                | 16 ottobre 2023   |
| 27  | Gaza: massacro all'ospedale                            | Anna Momigliano, Marco Travaglio, Lucio Caracciolo                                                            | 17 ottobre 2023   |
| 28  | Guerra, parla Hanan Ashrawi                            | Paola Caridi, Lucio Caracciolo, Paolo Mieli, Hanan Ashrawi                                                    | 18 ottobre 2023   |
| 29  | La guerra, il populismo e il "doppio standard"         | Yuval Noah Harari, Michele Santoro                                                                            | 19 ottobre 2023   |
| 30  | Dio, patria e famiglia: dallo slogan alla realtà       | Selvaggia Lucarelli, Massimo Giannini, Lucio Caracciolo, Mario Sechi                                          | 20 ottobre 2023   |
| 31  | Il fronte della guerra e il fronte della politica      | Nadia Urbinati, Franco Bernabè, Lucio Caracciolo, Italo Bocchino                                              | 23 ottobre 2023   |
| 32  | Israele mette l'ONU sotto accusa                       | Giorgia Serughetti, Giovanni Di Lorenzo, Lucio Caracciolo, Massimo Giannini                                   | 24 ottobre 2023   |
| 33  | I fuochi di guerra e la politica della rabbia          | Lina Palmerini, Paolo Mieli, Marco Travaglio, Mario Sechi                                                     | 25 ottobre 2023   |
| 34  | Giorgia Meloni, tensioni a Bruxelles e Roma            | Monica Guerzoni, Massimo Cacciari, Anna Momigliano, Andrea Scanzi                                             | 26 ottobre 2023   |
| 35  | Pioggia di bombe su Gaza, Israele sta entrando?        | Silvia Sciorilli Borrelli, Lucio Caracciolo, Beppe Severgnini, Tomaso Montanari                               | 27 ottobre 2023   |
| 36  | "Netanyahu hai fallito, liberaci subito"               | Nadia Urbinati, Lucio Caracciolo, Alessandro De Angelis, Italo Bocchino                                       | 30 ottobre 2023   |
| 37  | Israele, attacchi a tappeto su Gaza                    | Paola Caridi, Paolo Mieli, Lucio Caracciolo, Antonio Padellaro                                                | 31 ottobre 2023   |
| 38  | Meloni beffata al telefono, figuraccia italiana        | Brunella Bolloli, Marco Travaglio, Luca Josi, Aldo Cazzullo                                                   | 1º novembre 2023  |
| 39  | "Ecco come abbiamo beffato Giorgia Meloni"             | Mariolina Sattanino, Lucio Caracciolo, Mario Sechi, Andrea Scanzi, Aleksei Stolyarov                          | 2 novembre 2023   |
| 40  | Giorgia Meloni, dalla beffa al premier forte           | Anna Falcone, Alessandro Giuli, Beppe Severgnini, Giovanni Floris                                             | 3 novembre 2023   |
| 41  | Meloni: in Albania accordi, non aperitivi              | Pier Luigi Bersani, Monica Guerzoni, Sebastiano Barisoni                                                      | 6 novembre 2023   |
| 42  | Accordo Italia-Albania, è solo fumo?                   | Clara Mattei, Lucio Caracciolo, Italo Bocchino, Marco Travaglio                                               | 7 novembre 2023   |
| 43  | Migranti, mafie e politica: parla Gratteri             | Nicola Gratteri, Aldo Cazzullo                                                                                | 8 novembre 2023   |
| 44  | La guerra tra attacchi, video e trattative             | Lucio Caracciolo, Massimo Giannini, Mario Sechi, Lisa De Pieri                                                | 9 novembre 2023   |
| 45  | Netanyahu, qual è il vero obiettivo?                   | Shlomo Ben-Ami, Paola Caridi, Beppe Severgnini, Tomaso Montanari                                              | 10 novembre 2023  |
| 46  | L'Italia fra guerra, scioperi e Grillo                 | Lina Palmerini, Francesco Specchia, Marco Travaglio, Eran Nissan                                              | 13 novembre 2023  |
| 47  | Sciopero e premierato, destra all'attacco              | Vinicio Capossela, Brunella Bolloli, Andrea Scanzi, Massimo Giannini                                          | 14 novembre 2023  |
| 48  | Israele, blitz militare all'ospedale                   | Mariolina Sattanino, Antonio Scurati, Lucio Caracciolo, Mario Sechi, Tommaso Della Longa                      | 15 novembre 2023  |
| 49  | Guerra e pace, parla Zuppi                             | Matteo Maria Zuppi, Paolo Mieli, Marco Travaglio                                                              | 16 novembre 2023  |
| 50  | Meloni-Schlein: chi ha paura del confronto?            | Anna Falcone, Italo Bocchino, Alessandro De Angelis, Beppe Severgnini                                         | 17 novembre 2023  |
| 51  | Giulia Cecchettin, un "omicidio di Stato"?             | Serena Dandini, Carlotta Vagnoli, Marco Travaglio, Francesco Specchia                                         | 20 novembre 2023  |
| 52  | Giorgia Meloni, allergia alla libera stampa?           | Rosi Braidotti, Mario Sechi, Massimo Giannini, Lucio Caracciolo                                               | 21 novembre 2023  |
| 53  | Lollobrigida e il treno ad personam                    | Brunella Bolloli, Antonio Padellaro, Luca Josi, Aldo Cazzullo                                                 | 22 novembre 2023  |
| 54  | Giorgia Meloni e l'Italia ad "alta velocità"           | Vittoria Baldino, Giovanni Floris, Italo Bocchino, Beppe Severgnini                                           | 23 novembre 2023  |
| 55  | Patriarcato, piazza contro il governo?                 | Paola Caridi, Massimo Cacciari, Giuliano Guida Bardi, Tomaso Montanari, Francesco Specchia                    | 24 novembre 2023  |
| 56  | Pagelle, test e complotti: destra contro le toghe      | Lina Palmerini, Italo Bocchino, Carlotta Vagnoli, Marco Travaglio                                             | 27 novembre 2023  |
| 57  | La verità sul "complotto anti-Meloni" dei magistrati   | Giuseppe Santalucia, Silvia Sciorilli Borrelli, Mario Sechi, Andrea Scanzi                                    | 28 novembre 2023  |
| 58  | Il "camaleonte" Meloni e il guaio Delmastro            | Evelina Christillin, Andrea Orlando, Aldo Cazzullo, Francesco Specchia                                        | 29 novembre 2023  |
| 59  | Quando la destra chiedeva le dimissioni                | Brunella Bolloli, Beppe Severgnini, Gianrico Carofiglio, Antonio Padellaro                                    | 30 novembre 2023  |
| 60  | Giorgia Meloni e l'Italia dei "sonnambuli"             | Monica Guerzoni, Michele Santoro, Alessandro De Angelis                                                       | 1º dicembre 2023  |
| 61  | Giorgia Meloni e l'ultradestra: amici o nemici?"       | Flavia Perina, Corrado Augias, Emiliano Fittipaldi                                                            | 4 dicembre 2023   |
| 62  | La destra fra salute, patriarcato e Vannacci           | Pier Luigi Bersani, Chiara Gibertoni, Marco Travaglio                                                         | 5 dicembre 2023   |
| 63  | Meloni: la mia vita privata "ormai tutta in piazza"    | Anna Bonalume, Massimo Giannini, Mario Sechi, Lucio Caracciolo                                                | 6 dicembre 2023   |
| 64  | Giorgia Meloni: "Comunicare? Preferisco fare"          | Nadia Urbinati, Tomaso Montanari, Sebastiano Barisoni, Luca Josi                                              | 7 dicembre 2023   |
| 65  | "Viva l'Italia antifascista"                           | Lina Palmerini, Paolo Mieli, Italo Bocchino, Andrea Scanzi, Marco Vizzardelli                                 | 8 dicembre 2023   |
| 66  | Clima, Europa e Vannacci: il tempo della destra        | Corrado Augias, Giorgia Serughetti, Francesco Specchia, Ferdinando Cotugno                                    | 11 dicembre 2023  |
| 67  | Meloni: l'Italia con me ha le carte in regola          | Carlo Calenda, Monica Guerzoni, Massimo Giannini                                                              | 12 dicembre 2023  |
| 68  | Giorgia Meloni fra Conte e Draghi                      | Lina Palmerini, Marco Alverà, Marco Travaglio, Mario Sechi                                                    | 13 dicembre 2023  |
| 69  | Meloni: partita doppia tra Roma e Bruxelles            | Mariolina Sattanino, Emiliano Fittipaldi, Antonio Scurati, Italo Bocchino                                     | 14 dicembre 2023  |
| 70  | Fratelli di Atreju, la festa del potere                | Brunella Bolloli, Beppe Severgnini, Lucio Caracciolo, Pino Corrias                                            | 15 dicembre 2023  |
| 71  | Da Conte a Ferragni: tutti i bersagli del presidente   | Sabina Guzzanti, Alessandro De Angelis, Alessandro Giuli, Marco Travaglio                                     | 18 dicembre 2023  |
| 72  | La lista nera di Giorgia Meloni                        | Rosi Braidotti, Massimo Giannini, Aldo Cazzullo, Italo Bocchino                                               | 19 dicembre 2023  |
| 73  | Europa: Meloni vince, perde o si accoda?               | Paolo Mieli, Brunella Bolloli, Tomaso Montanari, Andrea Scanzi                                                | 20 dicembre 2023  |
| 74  | Europa e Meloni: per chi è finita la pacchia?          | Massimo Giannini, Antonio Padellaro, Mario Sechi, Evelina Christillin                                         | 21 dicembre 2023  |
| 75  | Giorgia Meloni alla resa dei conti                     | Marco Travaglio, Massimo Cacciari, Francesco Specchia, Anna Falcone                                           | 22 dicembre 2023  |
| 76  | Saluti romani, pistoleri e Ferragni: parla Bersani     | Pier Luigi Bersani, Marco Travaglio, Brunella Bolloli                                                         | 8 gennaio 2024    |
| 77  | Meloni fra braccia tese e questione morale             | Massimo Cacciari, Camilla Conti, Massimo Giannini                                                             | 9 gennaio 2024    |
| 78  | Salvini-Meloni: prova di forza                         | Monica Guerzoni, Corrado Formigli, Giuliano Guida Bardi, Francesco Specchia                                   | 10 gennaio 2024   |
| 79  | Governo Meloni: garantismo o impunità?                 | Silvia Sciorilli Borrelli, Marco Travaglio, Mario Sechi, Luca Josi                                            | 11 gennaio 2024   |
| 80  | Giorgia Meloni tra escalation e tensioni interne       | Lina Palmerini, Beppe Severgnini, Italo Bocchino, Lucio Caracciolo, Andrea Scanzi                             | 12 gennaio 2024   |
| 81  | "Informazione gogna", la destra all'attacco            | Cathy La Torre, Tomaso Montanari, Andrea Scanzi, Brunella Bolloli, Paolo Mieli                                | 15 gennaio 2024   |
| 82  | La destra italiana, la gogna e il modello Trump        | Nadia Urbinati, Carlotta Vagnoli, Massimo Giannini, Italo Bocchino                                            | 16 gennaio 2024   |
| 83  | La giustizia e lo show di Nordio                       | Silvia Albano, Andrea Orlando, Alessandro De Angelis, Stefano Zurlo                                           | 17 gennaio 2024   |
| 84  | Saluto fascista, serve davvero la condanna penale?     | Rosi Braidotti, Marco Travaglio, Beppe Severgnini, Francesco Giubilei                                         | 18 gennaio 2024   |
| 85  | "Giorgia Meloni peggio di Berlusconi"                  | Monica Guerzoni, Antonio Padellaro, Mario Sechi, Giancarlo De Cataldo                                         | 19 gennaio 2024   |
| 86  | Meloni: "L'amichettismo è finito"                      | Lina Palmerini, Giovanni Floris, Tomaso Montanari, Francesco Specchia                                         | 22 gennaio 2024   |
| 87  | Autonomia: Giorgia Meloni spacca l'Italia?             | Pier Luigi Bersani, Camilla Conti, Marco Travaglio                                                            | 23 gennaio 2024   |
| 88  | Schlein, Conte e Repubblica: Meloni contro tutti       | Flavia Trupia, Massimo Giannini, Lucio Caracciolo, Italo Bocchino                                             | 24 gennaio 2024   |
| 89  | La sinistra divisa e la destra pigliatutto             | Dario Nardella, Paolo Mieli, Brunella Bolloli, Andrea Scanzi                                                  | 25 gennaio 2024   |
| 90  | L'Italia, la memoria e il culto del capo               | Anna Falcone, Luca Josi, Alessandro De Angelis, Mario Sechi                                                   | 26 gennaio 2024   |
| 91  | Meloni tra l'Africa e il problema Ungheria             | Evelina Christillin, Massimo Giannini, Alessandro Gassman, Alessandro Giuli, Lucio Caracciolo                 | 29 gennaio 2024   |
| 92  | Caso Salis: Meloni chiama Orban                        | Ilaria Cucchi, Mariolina Sattanino, Mario Sechi, Marco Travaglio                                              | 30 gennaio 2024   |
| 93  | Salvini: attacchi e bugie sul caso Salis               | Brunella Bolloli, Andrea Scanzi, Aldo Cazzullo, Saverio Lodato                                                | 31 gennaio 2024   |
| 94  | Giorgia Meloni e le catene di Orban                    | Roberto Zaccaria, Italo Bocchino, Silvia Sciorilli Borrelli, Beppe Severgnini                                 | 1º febbraio 2024  |
| 95  | Bufera Sgarbi sul governo Meloni                       | Massimo Cacciari, Camilla Conti, Marco Travaglio                                                              | 2 febbraio 2024   |
| 96  | Indagare sul potere, la scelta di Ranucci              | Sigfrido Ranucci, Lina Palmerini, Italo Bocchino                                                              | 5 febbraio 2024   |
| 97  | Bella ciao e il fascismo che non muore                 | Annalisa Terranova, Luciano Canfora, Marco Travaglio                                                          | 6 febbraio 2024   |
| 98  | Meloni, gli agricoltori e la paura della protesta      | Brunella Bolloli, Paolo Mieli, Emiliano Fittipaldi, Alessandro De Angelis                                     | 7 febbraio 2024   |
| 99  | Meloni e Salvini, sfida a destra sull'Europa           | Anna Bonalume, Camilla Conti, Marta Stella, Massimo Giannini                                                  | 8 febbraio 2024   |
| 100 | Meloni e la retromarcia sui trattori                   | Mariolina Sattanino, Mario Sechi, Luca Josi, Andrea Scanzi                                                    | 9 febbraio 2024   |
| 101 | Guerra e censura, l'Italia delle polemiche             | Mariana Mazzucato, Massimo Giannini, Paolo Mieli, Italo Bocchino                                              | 12 febbraio 2024  |
| 102 | Meloni-Schlein: intesa su Gaza, scontro su Nordio      | Daniela Padoan, Marco Travaglio, Beppe Severgnini, Mario Sechi                                                | 13 febbraio 2024  |
| 103 | Michele Santoro scende in campo                        | Michele Santoro, Aldo Cazzullo                                                                                | 14 febbraio 2024  |
| 104 | Matteo Renzi fra Meloni, Europa e business             | Matteo Renzi, Daniela Preziosi, Massimo Giannini                                                              | 15 febbraio 2024  |
| 105 | La politica divisa, anche su Firenze                   | Brunella Bolloli, Massimo Cacciari, Pino Corrias, Stefano Massini                                             | 16 febbraio 2024  |
| 106 | "Dalla Sardegna parte la resistenza al governo"        | Giovanna Vitale, Antonio Padellaro, Italo Bocchino, Sebastiano Barisoni                                       | 19 febbraio 2024  |
| 107 | Navalny, Assange e le ipocrisie della politica         | Silvia Sciorilli Borrelli, Mario Sechi, Marco Travaglio                                                       | 20 febbraio 2024  |
| 108 | Giorgia Meloni, fuoco e fiamma in Sardegna             | Pier Luigi Bersani, Andrea Scanzi, Annalisa Terranova, Luca Telese                                            | 21 febbraio 2024  |
| 109 | Il terzo mandato spacca la destra e il PD              | Massimo Giannini, Camilla Conti, Beppe Severgnini, Pasquale Tridico                                           | 22 febbraio 2024  |
| 110 | "Manganelli facili", polemica sul governo              | Monica Guerzoni, Luca Josi, Paolo Mieli, Giovanni Floris                                                      | 23 febbraio 2024  |
| 111 | Todde in vantaggio, allarme per Meloni                 | Lina Palmerini, Massimo Giannini, Italo Bocchino, Giuliano Guida Bardi                                        | 26 febbraio 2024  |
| 112 | Alessandra Todde, l'alternativa vincente               | Alessandra Todde, Brunella Bolloli, Marco Travaglio, Alessandro De Angelis                                    | 27 febbraio 2024  |
| 113 | Bersani e la sinistra che torna a vincere              | Pier Luigi Bersani, Annalisa Terranova, Aldo Cazzullo                                                         | 28 febbraio 2024  |
| 114 | La polizia e i manganelli della politica               | Mariolina Sattanino, Cathy La Torre, Alessandro Giuli, Andrea Scanzi                                          | 29 febbraio 2024  |
| 115 | Giorgia Meloni e il bastone del comando                | Monica Guerzoni, Roberto D'Agostino, Mario Sechi                                                              | 1º marzo 2024     |
| 116 | "Spioni": attacco alla democrazia o alla stampa?       | Brunella Bolloli, Corrado Augias, Lucio Caracciolo, Nello Trocchia                                            | 4 marzo 2024      |
| 117 | Meloni-Mattarella, le tensioni aumentano               | Lina Palmerini, Paolo Mieli, Francesco Specchia, Tomaso Montanari                                             | 5 marzo 2024      |
| 118 | Lo scandalo spioni fra mandanti e polveroni            | Evelina Christillin, Massimo Cacciari, Marco Travaglio, Federico Rampini                                      | 6 marzo 2024      |
| 119 | Conte: sfida in Abruzzo a Giorgia Meloni               | Giuseppe Conte, Monica Guerzoni, Massimo Giannini                                                             | 7 marzo 2024      |
| 120 | Caso "spioni": polemiche, veleni e bersagli            | Monika Schmutz Kirgöz, Antonio Padellaro, Emiliano Fittipaldi, Mario Sechi                                    | 8 marzo 2024      |
| 121 | Meloni vince, per la sinistra la strada è lunga        | Lina Palmerini, Lucio Caracciolo, Paolo Mieli, Italo Bocchino, Andrea Scanzi                                  | 11 marzo 2024     |
| 122 | Giorgia Meloni fra palco e realtà                      | Giovanna Vitale, Mario Sechi, Marco Travaglio                                                                 | 12 marzo 2024     |
| 123 | Meloni e il "fisco amico": ma di chi?                  | Sigfrido Ranucci, Massimo Giannini, Camilla Conti                                                             | 13 marzo 2024     |
| 124 | L'Italia, l'Europa e le guerre senza uscita            | Lorenza Ghidini, Massimo Cacciari, Paolo Mieli, Lucio Caracciolo                                              | 14 marzo 2024     |
| 125 | Guerra, fake, estetica: tutto fa propaganda            | Rosi Braidotti, Beppe Severgnini, Antonio Padellaro, Luca Josi                                                | 15 marzo 2024     |
| 126 | La destra, la sinistra e la politica del rancore       | Rosy Bindi, Alessandro Giuli, Alessandro De Angelis, Tomaso Montanari                                         | 18 marzo 2024     |
| 127 | La controffensiva di Giorgia Meloni                    | Lina Palmerini, Lucio Caracciolo, Mario Sechi, Marco Travaglio                                                | 19 marzo 2024     |
| 128 | Decaro: centrodestra come Gomorra                      | Antonio Decaro, Brunella Bolloli, Andrea Scanzi, Paolo Mieli, Italo Bocchino                                  | 20 marzo 2024     |
| 129 | Guerra, Europa e Meloni: parla Romano Prodi            | Romano Prodi, Monica Guerzoni                                                                                 | 21 marzo 2024     |
| 130 | Attacco terroristico a Mosca: e ora?                   | Silvia Sciorilli Borrelli, Massimo Giannini, Lucio Caracciolo, Francesco Specchia                             | 22 marzo 2024     |
| 131 | Meloni e Salvini, la destra nervosa                    | Lina Palmerini, Lucio Caracciolo, Italo Bocchino, Marco Travaglio                                             | 25 marzo 2024     |
| 132 | Governo: test psichiatrico ai magistrati               | Giuseppe Santalucia, Antonio Padellaro, Fiorenza Sarzanini, Stefano Zurlo                                     | 26 marzo 2024     |
| 133 | "Test psicoattitudinali? Facciamoli anche ai politici" | Pier Luigi Bersani, Silvia Sciorilli Borrelli, Mario Sechi                                                    | 27 marzo 2024     |
| 134 | Salis ancora in catene, schiaffo all'Italia            | Anna Foa, Beppe Severgnini, Andrea Scanzi, Lucio Caracciolo                                                   | 28 marzo 2024     |
| 135 | Pasqua: più guerra che pace                            | Rosi Braidotti, Lucia Capuzzi, Paolo Mieli, Massimo Giannini                                                  | 29 marzo 2024     |
| 136 | Israele, escalation di raid e polemiche                | Lina Palmerini, Paolo Mieli, Marco Travaglio, Safwat Kahlout                                                  | 2 aprile 2024     |
| 137 | Chi vuole le liste nere dei giornalisti                | Monica Guerzoni, Massimo Giannini, Italo Bocchino, Marco Travaglio                                            | 3 aprile 2024     |
| 138 | Santoro tra guerra, sondaggi e giustizia               | Michele Santoro, Luca Josi                                                                                    | 4 aprile 2024     |
| 139 | Destra, sinistra e la doppia morale                    | Lorenza Ghidini, Massimo Gramellini, Lucio Caracciolo, Mario Sechi                                            | 5 aprile 2024     |
| 140 | PD nel caos, la destra assedia la TV                   | Alessandra Moretti, Alessandro De Angelis, Italo Bocchino, Andrea Scanzi, Corrado Formigli, Alberto Nerazzini | 8 aprile 2024     |
| 141 | Meloni, pochi soldi ma tanta TV                        | Lina Palmerini, Giovanni Di Lorenzo, Marco Travaglio, Francesco Specchia                                      | 9 aprile 2024     |
| 142 | La politica tra slogan, emergenze e scontri            | Pasquale Tridico, Emiliano Fittipaldi, Brunella Bolloli, Maurizio De Giovanni                                 | 10 aprile 2024    |
| 143 | Conte contro il PD, destra contro i giornalisti        | Monica Guerzoni, Antonio Padellaro, Alessandro Giuli, Gianrico Carofiglio                                     | 11 aprile 2024    |
| 144 | La destra e i libri all'indice                         | Valentina Mira, Massimo Giannini, Mario Sechi, Beppe Severgnini                                               | 12 aprile 2024    |
| 145 | Israele-Iran: escalation e rischi per l'Italia         | Lina Palmerini, Pier Luigi Bersani, Massimo Cacciari, Lucio Caracciolo                                        | 15 aprile 2024    |
| 146 | "Meloni neonazista nell'anima", Canfora a processo     | Annalisa Terranova, Marco Travaglio, Luciano Canfora                                                          | 16 aprile 2024    |
| 147 | Israele, la guerra e gli studenti contro               | Camilla Conti, Tomaso Montanari, Paolo Mieli, Stefano Massini                                                 | 17 aprile 2024    |
| 148 | Aborto, stampa e fascismo: Meloni all'attacco          | Alessandra Todde, Tito Boeri, Andrea Scanzi, Italo Bocchino                                                   | 18 aprile 2024    |
| 149 | Politica: guerra vera e armi ideologiche               | Ángela Rodicio, Mario Sechi, Lucio Caracciolo, Massimo Giannini                                               | 19 aprile 2024    |
| 150 | Passi falsi a sinistra, censure a destra               | Stefano Bonaccini, Monica Guerzoni, Corrado Formigli, Italo Bocchino                                          | 22 aprile 2024    |
| 151 | L'Italia e la "deriva fascistoide"                     | Rosy Bindi, Marco Travaglio, Francesco Specchia                                                               | 23 aprile 2024    |
| 152 | Le mani della destra su donne e liberazione            | Cathy La Torre, Maria Rachele Ruiu, Luca Josi, Andrea Scanzi                                                  | 24 aprile 2024    |
| 153 | L'Italia e il "dovere dell'antifascismo"               | Michela Ponzani, Corrado Augias, Annalisa Terranova, Massimo Giannini                                         | 25 aprile 2024    |
| 154 | Salvini, la carta Vannacci per sfidare Meloni          | Mariolina Sattanino, Mario Sechi, Paolo Mieli, Antonio Padellaro                                              | 26 aprile 2024    |
| 155 | "Vota Giorgia", ma non andrà a Bruxelles               | Camilla Conti, Beppe Severgnini, Corrado Formigli, Pino Corrias                                               | 29 aprile 2024    |
| 156 | Europee e liste, una corsa al peggio?                  | Annalisa Cuzzocrea, Emiliano Fittipaldi, Sebastiano Barisoni, Francesco Specchia                              | 30 aprile 2024    |
| 157 | Primo Maggio tra "spot e marchette"                    | Michela Ponzani, Marco Travaglio, Mario Sechi                                                                 | 1º maggio 2024    |
| 158 | L'urlo delle università su guerre ed elezioni          | Nadia Urbinati, Flavia Carlini, Lina Palmerini, Massimo Cacciari                                              | 2 maggio 2024     |
| 159 | Meloni fra ministri imputati e stampa meno libera      | Evelina Christillin, Massimo Giannini, Brunella Bolloli, Tomaso Montanari                                     | 3 maggio 2024     |
| 160 | Gaza tra angoscia e speranza                           | Corrado Augias, Paola Caridi, Monica Guerzoni, Vittorio Di Trapani                                            | 6 maggio 2024     |
| 161 | Bufera a destra, Toti arrestato                        | Silvia Sciorilli Borrelli, Edmondo Bruti Liberati, Marco Travaglio, Italo Bocchino                            | 7 maggio 2024     |
| 162 | Meloni, il premierato fra propaganda e bugie           | Mario Monti, Lina Palmerini, Lucio Caracciolo, Marco Travaglio                                                | 8 maggio 2024     |
| 163 | La destra, la sinistra e la guerra delle censure       | Brunella Bolloli, Andrea Scanzi, Paolo Mieli, Luca Josi                                                       | 9 maggio 2024     |
| 164 | Se tutto è censura, niente è censura                   | Cathy La Torre, Massimo Giannini, Mario Sechi, Giuliano Guida Bardi                                           | 10 maggio 2024    |
| 165 | Lo scandalo Toti e la destra contro i pm               | Pier Luigi Bersani, Mariolina Sattanino, Corrado Formigli, Alessandro Giuli                                   | 13 maggio 2024    |
| 166 | Premierato e giustizia: destra avanti tutta            | Guido Crosetto, Antonio Padellaro                                                                             | 14 maggio 2024    |
| 167 | Salis ai domiciliari, merito del governo?              | Carlotta Vagnoli, Marco Travaglio, Roberto Salis, Italo Bocchino                                              | 15 maggio 2024    |
| 168 | Giorgia Meloni non vuole perdere tempo                 | Rosi Braidotti, Andrea Scanzi, Lina Palmerini, Mario Sechi                                                    | 16 maggio 2024    |
| 169 | TV, gaffe e guerre: la campagna all'italiana           | Brunella Bolloli, Lucio Caracciolo, Massimo Giannini, Luca Telese                                             | 17 maggio 2024    |
| 170 | Santoro candidato e il mondo in guerra                 | Michele Santoro, Mariolina Sattanino, Ferruccio de Bortoli                                                    | 20 maggio 2024    |
| 171 | Forza Italia, i moderati alla corte di Giorgia         | Monica Guerzoni, Marco Travaglio, Antonio Tajani                                                              | 21 maggio 2024    |
| 172 | Sospeso il "Grande Fratello fiscale"                   | Lina Palmerini, Giorgia Pacione Di Bello, Giovanni Floris, Emiliano Fittipaldi                                | 22 maggio 2024    |
| 173 | Giorgia Meloni tra von der Leyen e Le Pen              | Laura Castelli, Massimo Giannini, Italo Bocchino, Andrea Scanzi                                               | 23 maggio 2024    |
| 174 | Giorgia Meloni: "O la va o la spacca"                  | Rosy Bindi, Valeria Golino, Massimo Gramellini                                                                | 24 maggio 2024    |
| 175 | I record di Meloni fra realtà e propaganda             | Massimo Cacciari, Marco Travaglio, Brunella Bolloli, Paolo Valentino                                          | 27 maggio 2024    |
| 176 | La corsa al voto e la gara di insulti                  | Antonio Padellaro, Emma Ruzzon, Beppe Severgnini, Francesco Specchia                                          | 28 maggio 2024    |
| 177 | Giustizia: si scrive Meloni, si legge Berlusconi       | Carlo Calenda, Lina Palmerini, Marco Travaglio                                                                | 29 maggio 2024    |
| 178 | Tra fascismo e riforme, lo slalom di Meloni            | Michela Ponzani, Monica Guerzoni, Massimo Giannini, Mario Sechi                                               | 30 maggio 2024    |
| 179 | Trump, Vannacci e Meloni: come parla la destra?        | Corrado Augias, Mario Sechi, Rosi Braidotti, Andrea Scanzi                                                    | 31 maggio 2024    |
| 180 | Le destre, Mattarella e il tritacarne elettorale       | Brunella Bolloli, Marco Travaglio, Riccardo Magi, Fabrizio Barca                                              | 3 giugno 2024     |
| 181 | Meloni: decreti, lamentele e querele                   | Monica Guerritore, Antonio Padellaro, Lucio Caracciolo, Italo Bocchino                                        | 4 giugno 2024     |
| 182 | Salvini tra Meloni, Le Pen e Vannacci                  | Matteo Salvini, Massimo Giannini                                                                              | 5 giugno 2024     |
| 183 | Da Roma a Bruxelles, Conte balla da solo               | Giuseppe Conte, Mario Sechi                                                                                   | 6 giugno 2024     |
| 184 | Meloni, Europa e neofascisti: parla Bersani            | Pier Luigi Bersani, Monica Guerzoni, Luca Josi, Paolo Crepet                                                  | 7 giugno 2024     |
| 185 | Europa: Meloni vince, ma ora c'è un avversario         | Mariolina Sattanino, Lina Palmerini, Massimo Giannini, Italo Bocchino, Marco Travaglio                        | 10 giugno 2024    |
| 186 | La normalizzazione della destra estrema                | Massimo Cacciari, Lucio Caracciolo, Monica Guerzoni, Paolo Mieli                                              | 11 giugno 2024    |
| 187 | Destra, riforme con le botte                           | Michele Santoro, Beppe Severgnini, Rosi Braidotti, Francesco Specchia, Leonardo Donno                         | 12 giugno 2024    |
| 188 | Meloni fra G7, aborto e violenze alla camera           | Silvia Sciorilli Borrelli, Lucio Caracciolo, Andrea Scanzi, Mario Sechi                                       | 13 giugno 2024    |
| 189 | Meloni: i successi del G7 e la gioventù nera           | Rosi Braidotti, Anna Bonalume, Francesco Specchia, Corrado Formigli                                           | 14 giugno 2024    |
| 190 | L'Europa e Giorgia Meloni "ambidestra"                 | Mariolina Sattanino, Paolo Mieli, Tomaso Montanari, Sebastiano Barisoni                                       | 17 giugno 2024    |
| 191 | Premierato, primo sì: opposizioni in piazza            | Lina Palmerini, Roberto Zaccaria, Mario Sechi, Marco Travaglio                                                | 18 giugno 2024    |
| 192 | Giorgia Meloni e i "Brandelli d'Italia"                | Amalia Cecilia Bruni, Massimo Giannini, Italo Bocchino, Luca Bizzarri                                         | 19 giugno 2024    |
| 193 | Giorgia Meloni e le riforme pericolose                 | Giorgia Pacione Di Bello, Marco Travaglio, Gianrico Carofiglio                                                | 20 giugno 2024    |
| 194 | Grillo, Conte e il processo ai 5 Stelle                | Davide Casaleggio, Brunella Bolloli, Andrea Scanzi, Luca Josi                                                 | 21 giugno 2024    |
| 195 | Ballottaggi: "Messaggio a Giorgia Meloni"              | Silvia Sciorilli Borrelli, Aldo Cazzullo, Emiliano Fittipaldi, Italo Bocchino                                 | 24 giugno 2024    |
| 196 | Meloni e la strategia dell'esagerazione                | Lina Palmerini, Massimo Giannini, Giovanni Floris, Alessandro Giuli                                           | 25 giugno 2024    |
| 197 | Meloni dall'esclusione alla rabbia                     | Monica Guerzoni, Pier Luigi Bersani, Andrea Scanzi, Mario Sechi                                               | 26 giugno 2024    |
| 198 | Meloni e le ambiguità su Europa e fascismo             | Franco Bernabè, Luca Telese, Evelina Christillin, Brunella Bolloli, Beppe Severgnini                          | 27 giugno 2024    |
| 199 | Meloni, i neofascisti e i "metodi da regime"           | Mariolina Sattanino, Lucio Caracciolo, Italo Bocchino, Marco Travaglio, Francesco Cancellato                  | 28 giugno 2024    |